# Искровское водохранилище
И́скровское водохрани́лище (Водохранилище № 1; укр. І́скрівське водосхо́вище) — водохранилище на реке Ингулец в южной части Александрийского района Кировоградской области. Плотина, образующая водохранилище, находится около села Искровка.

## Описание
Общая длина 35 км, площадь водного зеркала 11,2 км², ширина 1,7 км, максимальная глубина 14,5 м, средняя — 3,67 м, полный объём 40,7 млн м³, полезный — 31 млн м³. Уровень уреза воды находится на высоте 75 м над уровнем моря. Берега высокие, крутые.
Вода характеризуется высоким содержанием фосфора, аммония, азота, придонным слоям свойственна низкая концентрация кислорода. Общая минерализация воды колеблется от 800 до 1100 мг/л, иногда достигая более 2000 мг/л.
В водохранилище впадает река Зелёная.

## Флора и фауна
Распространены следующие виды водных растений: рогоз, камыш, желтая кувшинка. Из водорослей наиболее часто встречаются нитчатые, диатомовые и синезелёные. Фауна довольно богатая: летом интенсивно размножается зоопланктон (простейшие, ракообразные) и бентос (олигохеты, личинки однодневок), многочисленны дрейссены.